# 4644 Oumu
4644 Oumu (1990 SR3) là một tiểu hành tinh vành đai chính được phát hiện ngày 16 tháng 9 năm 1990 bởi Atsushi Takahashi và Kazuro Watanabe ở Đài thiên văn Kitami.